# Мошанон (Пенсилванија)
Мошанон (енгл. Moshannon) насељено је место без административног статуса у америчкој савезној држави Пенсилванији.

## Демографија
Према попису из 2010. године, број становника је 281.
|                   | 2010.        | 2000.      |
| Укупно            | 281 (100,0%) | 0 (0,000%) |
| Белци             | 280 (99,64%) | 0 (0,000%) |
| Азијати           | 1 (0,356%)   | 0 (0,000%) |
| Афроамериканци    | 0 (0,000%)   | 0 (0,000%) |
| Хиспаноамериканци | 0 (0,000%)   | 0 (0,000%) |